# Sercan Yıldırım
Sercan Yıldırım (Osmangazi, 5 april 1990) is een Turkse voormalige profvoetballer die bij voorkeur als aanvaller speelde. Tussen 2009 en 2010 speelde hij voor het Turks voetbalelftal.

## Clubcarrière
Yıldırım debuteerde in 2007 in het betaald voetbal in het shirt van Bursaspor.

### Nationale ploeg
Yıldırım debuteerde in 2009 onder bondscoach Fatih Terim in het Turks voetbalelftal, tegen Azerbeidzjan.

## Erelijst
| Competitie  |           |           |
| Competitie  | Aantal    | Jaren     |
| Bursaspor   | Bursaspor | Bursaspor |
| ----------- | --------- | --------- |
| Süper Lig   | 1x        | 2009/10   |
| Galatasaray |           |           |
| Süper Lig   | 1x        | 2011/12   |
| Süper Kupa  | 1x        | 2012      |